# Martha Carey Thomas
Martha Carey Thomas, née le 2 janvier 1857 et morte le 2 décembre 1935, est une linguiste et féministe américaine. Elle est connue en tant que suffragiste et militante pour les droits des femmes. Elle dirige le collège Bryn Mawr pendant près de 40 ans. Elle est membre fondatrice de la Fédération internationale des femmes diplômées des universités en 1919.

## Biographie

### Jeunesse et formation
Martha naît en 1857 à Baltimore. Elle est la fille de James Carey Thomas, médecin quaker, et de Mary Whitall Thomas, une réformatrice sociale, elle aussi quaker. Elle grandit dans une ambiance marquée par l'esprit communautaire et religieux des quakers. Sa tante, Hannah Whitall Smith, une autrice et évangéliste, l'influence profondément. Elle est gravement brûlée à l'âge de 7 ans et connaît une longue convalescence. À quinze ans, elle est élève à la Howland School, un pensionnat quaker à Union Springs, dans l'État de New York, puis elle étudie à domicile durant un an, avant de s'inscrire en 1875 à l'université Cornell. Elle obtient son diplôme (BA) en 1877. C'est à cette époque qu'elle choisit de se faire appeler M. Carey Thomas, tandis que sa famille l'appelle Carey. Elle est acceptée en études de deuxième cycle à l'université Johns-Hopkins, à la condition qu'elle n'assiste pas aux cours avec les étudiants masculins et qu'elle ne reçoive pas de diplôme : elle doit suivre des cours particuliers donnés par Basil Gildersleeve. Elle se décourage et abandonne cette formation l'année suivante, mais elle forge des amitiés durables avec plusieurs jeunes femmes, Mary Gwinn, Mary Garrett, Bessie King. Elle participe avec plusieurs d'entre elles au Friday Night Club, et s'inscrit en études philologiques avec Mary Gwinn à l'université de Leipzig en 1879. Là, elle est autorisée à suivre les cours et à écrire une thèse, mais pas à obtenir le diplôme correspondant. Ce n'est qu'à l'université de Zurich qu'elle finit par obtenir un doctorat en linguistique, avec mention, en 1882. Son travail de diplôme est une analyse philologique de Sire Gauvain et le Chevalier vert. Mary Gwinn et Carey Thomas passent ensuite une année à Paris, où elles cultivent leur intérêt pour les arts, puis elles retournent aux États-Unis.

### Bryn Mawr College
Plusieurs membres de la famille de Carey Thomas sont membres fondateurs du Bryn Mawr College. Carey Thomas, dès l'obtention de son doctorat en 1882, postule auprès de James Rhoads (en), directeur du collège, à la fonction de présidente du nouveau collège. Lorsqu'elle regagne Baltimore en 1883, elle n'a toujours pas de réponse institutionnelle, mais finalement, grâce au soutien d'Hannah Smith, elle est nommée « dean » , c'est-à-dire doyenne, du collège, une fonction créée pour elle, qui n'a alors pas d'équivalent aux États-Unis. Elle est déterminée à faire de Bryn Mawr un centre d'éducation de qualité et collabore étroitement avec James Rhoads, qui a été nommé président du collège. Elle établit des critères d'admission exigeants, sélectionne les enseignants recrutés et crée un cycle post-gradué. Elle-même enseigne l'anglais et impose un séminaire de littérature anglaise dans le cursus. Mary Gwinn s'installe avec elle et devient enseignante au collège, après avoir passé les examens de premier cycle puis, en 1887, obtenu un doctorat. En avril 1884, elle visite plusieurs collèges féminins pour se familiariser avec ceux-ci et ramener de nouvelles idées à Bryn Mawr. Elle visite ainsi le Vassar College, le Smith College, le Wellesley College et le Radcliffe College.
En 1885, Carey Thomas fonde, avec Mary Garrett, Mamie Gwinn, Elizabeth King et Julia Rogers la Bryn Mawr School, une école secondaire qui prépare à une poursuite d'études au collège, à Baltimore. L'école, largement financée par Mary Garrett, ouvre le 21 septembre 1885.
James Rhoads meurt en 1894. Mary Garrett, la nouvelle compagne de Carey, propose d'accorder 10 000 $ annuels à Bryn Mawr si Thomas est nommée présidente du collège, conditions que les trustees acceptent. Carey Thomas devient donc présidente, fonction qu'elle exerce jusqu'à sa retraite en 1922. Elle met en application le système de groupes de Johns Hopkins au programme d'études : les étudiants suivent des cours en parallèle selon une suite logique et ne peuvent choisir librement des cours facultatifs. Ils doivent également apprendre une langue étrangère. Le programme délaisse les arts pour s'orienter vers des matières plus classiques comme le grec, le latin et les mathématiques.

### Engagements institutionnels
En 1908, Carey Thomas devient la première présidente de la College Equal Suffrage League. Elle est également un membre majeur de la National American Woman Suffrage Association et une des premières à demander un amendement de la Constitution des États-Unis pour l'égalité des droits. Carey Thomas est à titre personnel contre le mariage, qu'elle considère comme « une perte de liberté, un appauvrissement, et un assujettissement personnel pour lequel elle ne voit absolument aucune compensation ». 

### Retraite et décès
Mary Garrett lègue à sa mort en 1915 à Carey Thomas l'équivalent de 15 millions de dollars.
Carey Thomas prend sa retraite en 1922, à l'âge de 65 ans. Marion Edwards Park, qui a été doyenne à Simmons et Radcliffe, lui succède. À son instigation, l'Université d'été pour ouvrières de Bryn Mawr est fondée en 1921. La fortune léguée par Mary Garrett lui permet de passer la fin de sa vie à voyager, notamment en France, en Inde ou au Sahara.     
Elle meurt à Philadelphie, le 2 décembre 1935, d'un infarctus, quelques semaines après avoir participé aux célébrations du cinquantenaire du Bryn Mawr College. Ses cendres sont dispersées dans le cloître de la bibliothèque Thomas de Bryn Mawr.

## Galerie

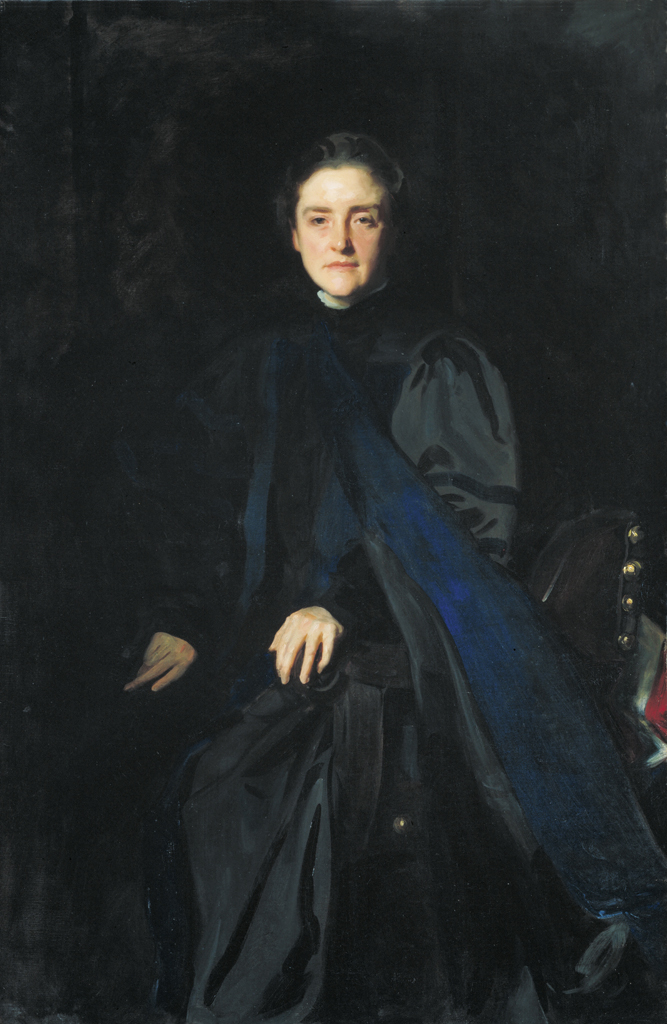
Portrait de M. Carey Thomas par John Singer Sargent (1899).
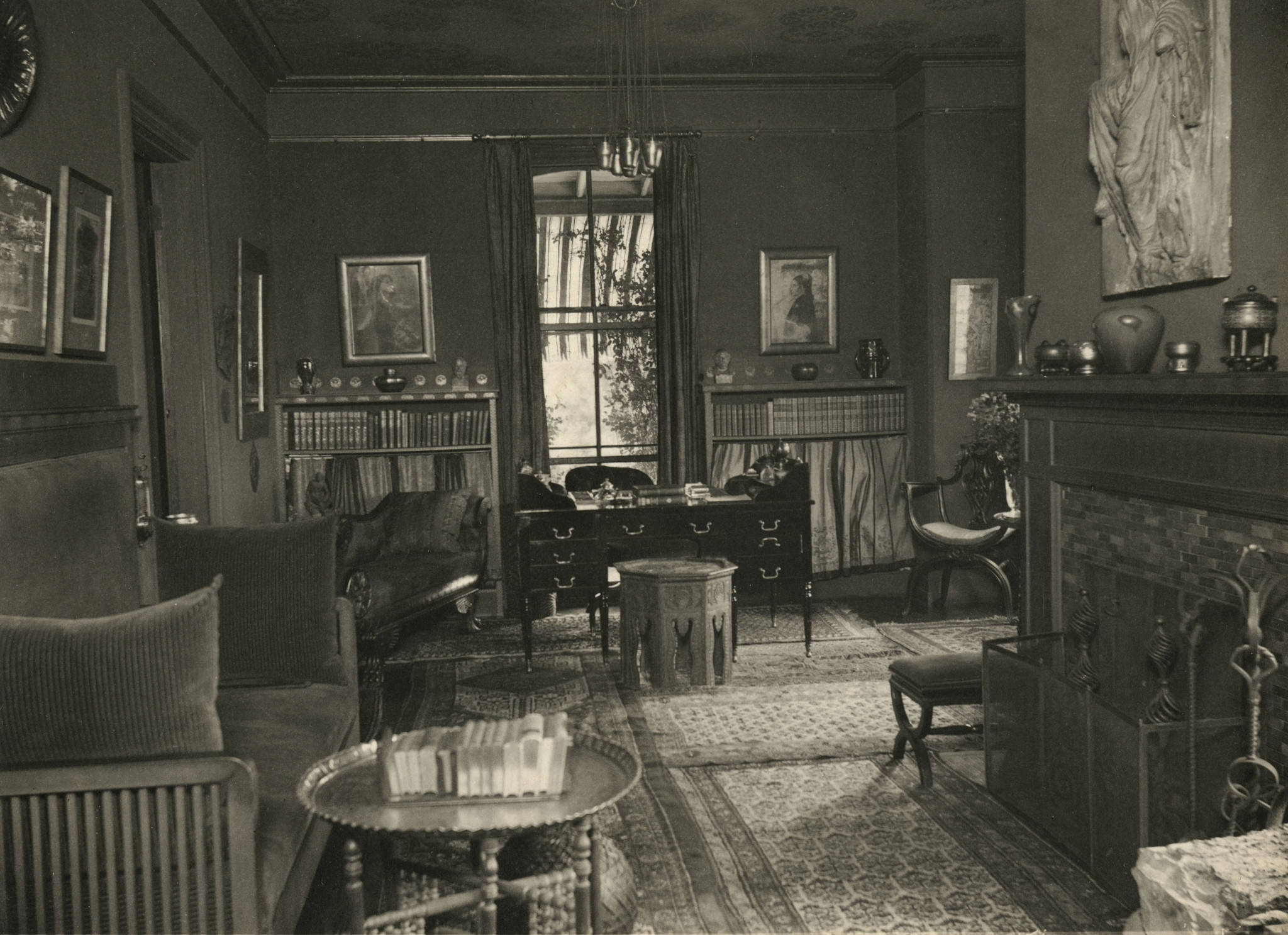
Bureau de Carey Thomas (1904).
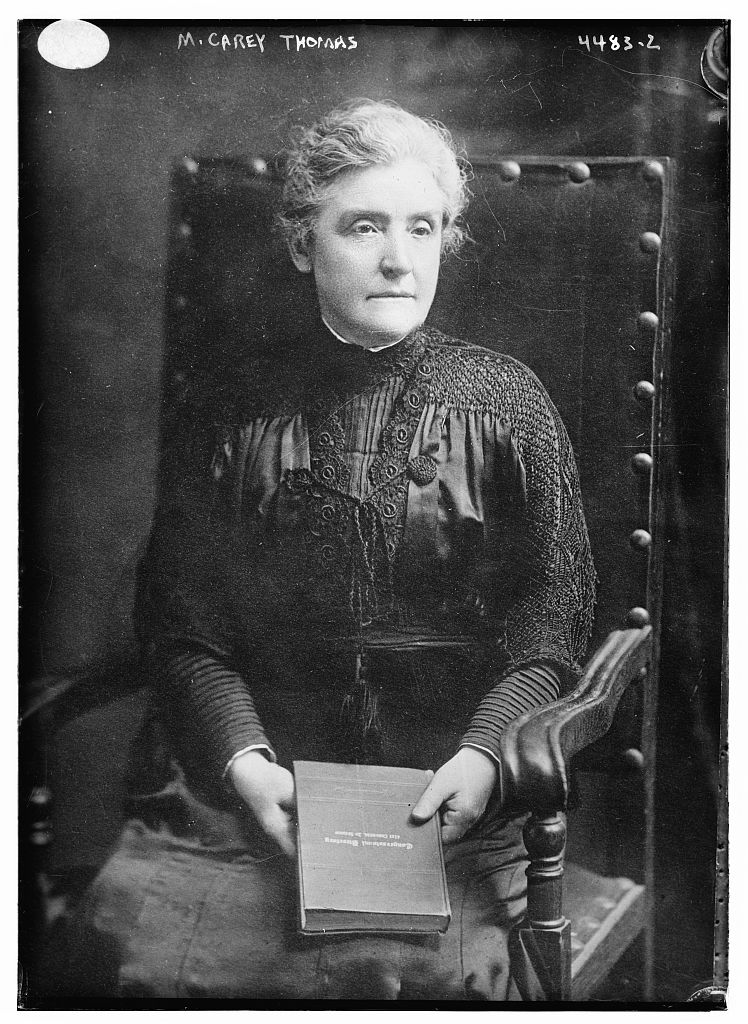
Carey Thomas en 1918.
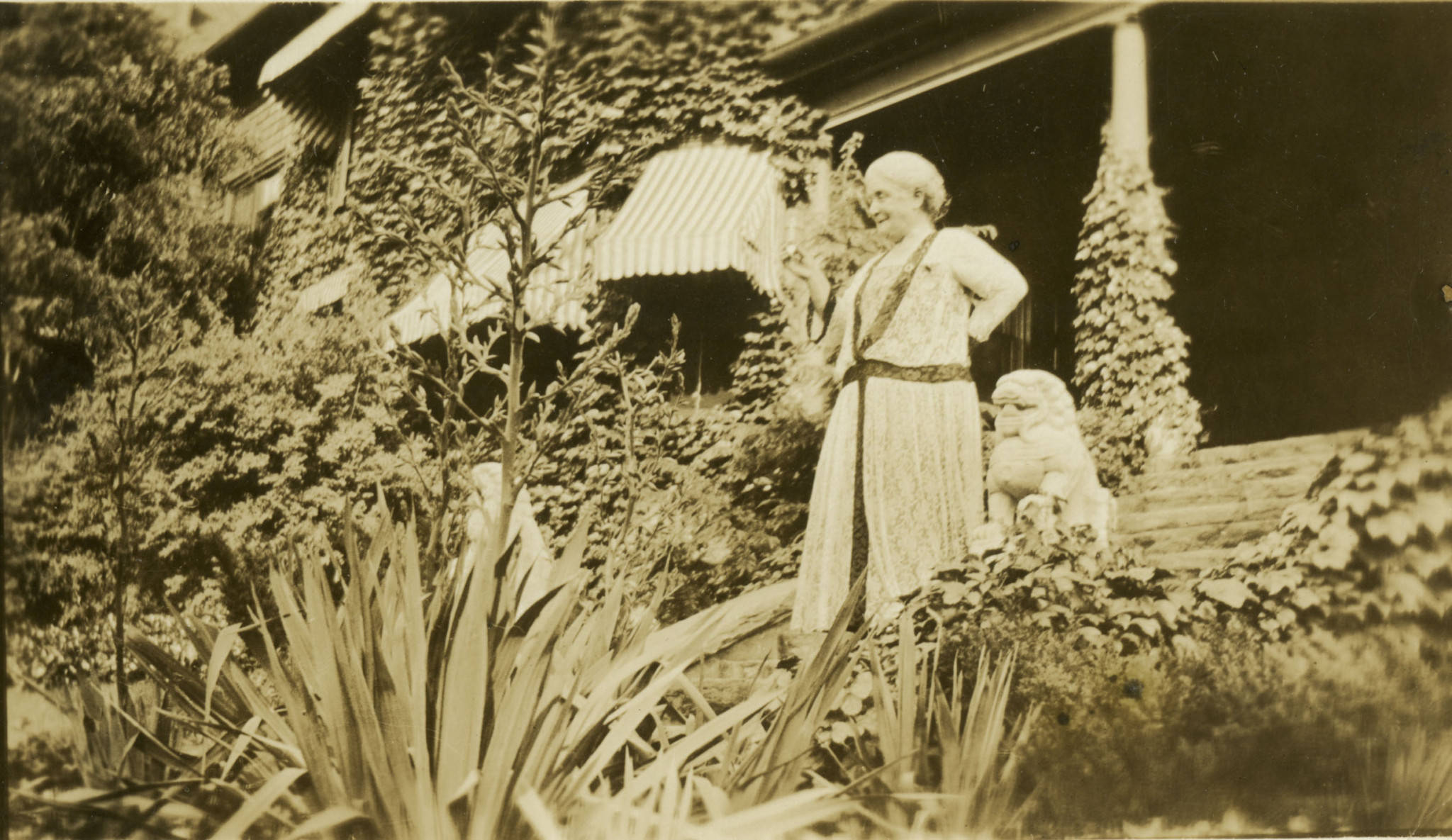
M. Carey Thomas devant le deanery (c. 1925).